# Psalm 64

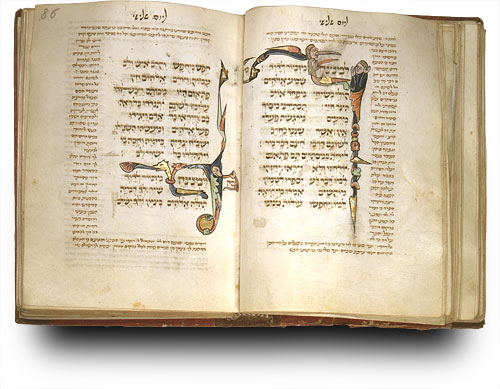
Psalm 64 in einer illustrierten, hebräischen Handschrift aus dem 13. Jahrhundert

Der 64. Psalm ist ein biblischer Psalm aus dem zweiten Buch des Psalters. Es handelt sich um einen sogenannten Davidpsalm. Nach der griechischen Zählung der Septuaginta, die auch von der lateinischen Vulgata verwendet wird, trägt der Psalm die Nummer 63.

## Inhalt
Der Psalmbeter sieht sich konfrontiert mit Angriffen, die sich vor allem in Form von Anklagen und Verleumdungen seiner Feinde ausdrücken. Im zweiten Teil (ab Vers 8) kommt jedoch die Zuversicht zum Ausdruck, dass diese Anschläge auf ihre Urheber zurückfallen werden, weil Gott für Recht sorgt.
Der Psalm weist deutliche Parallelen auf zu Psalm 55.